# Манастир Свете Тројице (Овчар)
Манастир Свете Тројице (Овчарски) се налази на падинама планине Овчар, у атару села Дучаловићи, на територији општине Лучани. До манастира се долази путем из Чачка ка Лучанима, кроз село Дучаловићи. Припада Епархији жичкој Српске православне цркве и представља непокретно културно добро као споменик културе од великог значаја.
Старешине манастира су били; Атанасије Ђокић, (1937—1940) Јелисеј Поповић, (1940—1945) Иринеј Васиљевић (1945—1984) Варнава Миодраговић, (1984—2018) Орсисије Ивановић (2018—данас).

## Историја
Сматра се да је манастир Свете Тројице настао кад и манастир Благовештење, у 12. веку. Поуздано се зна да су га градили калуђери манастира Сретење. Два натписа на западним вратима која потичу из 1615/16. године су први сигурни помен манастира. Манастирска црква је раније подигнута, а није познато да ли је постојао и храм.
О њему су први писали Јоаким Вујић и Вук Стефановић Караџић у својим делима у 19. веку. Први пише о терору Ћаја-паше и одвођењу робља током Другог српског устанка, као и факат да је то робље спасао, плативши одштету Милош Обреновић маја 1815. године. Вук описујући манастир, налази да је "тврђи" од Благовештења, да има кубе и да унутрашњост није "моловата" - виде се голи зидови. Око цркве је десетак конака на спрат, а има и других зграда које су у лошем стању. Такође Вук није нашао ту калуђере, јер их није било. Живела су ту два свештеника, отац и син са породицама, који су морали да иду и раде у надницу по "својој нурији" (парохији). Јоаким Вујић је забележио да се имање састојало од њива, винограда, баште, ливада итд. У то време су у манастиру живели јеромонаси Пајсије и Мелентије.
Епископ Никифор Максимовић је утицао на то да се конаци склони паду поново подигну и обезбеде 1844. године. Овај конак се и данас може видети северно од цркве. Године 1850. дозидан је и велики камени звоник који је срушен 1902. године ради безбедности и стабилности цркве.
Манастир је пострадао од воде која је извирала изнад манастира, али лоше каналисана оштетила је саму цркву и здања, јер се у порти изливала. У међуратном периоду манастир је потпадао под манастир Сретење. У запуштеној унутрашњости није било ничега.
Манастир је више пута напуштан и обнављан, да би пред Други светски рат Владика Николај Жички уз помоћ сретењског игумана Атанасија обновио манастир, међутим манастир је убрзо, 1941. године, два пута бомбардован од стране Немаца. У рату је страдао нови конак са звоником као и припрата храма. Током рата монаси су мучени и злостављани. Овде се током рата налазио и будући патријарх Павле, као и отац Јустин Поповић, један од највећих теолога Српске православне цркве. Након рата извршено је неколико поправки и израђен је венац на западној фасади који је уклоњен још 1850. године. Направљена су и већа врата за ђаконикон. Ови радови су изведени на иницијативу игумана Иринеја. Црква је страдала у земљотресу 1965. године.
За време управе игумана Варнаве Миодраговића, манастир се коначно обнавља 1979. године. Том приликом је скинут клис са крова и кровна конструкција. Скинут је фасадни малтер, а извршена је и реконструкција прозора. Промена која је извршена на куполи подразумевала је смањење нагиба. Кров је тада покривен ћерамидом. Нови конак који се налази западно од цркве рађен је од 1987–1991. године. Године 1995. манастир је ограђен зидом.
По лепоти манастир се издваја од осталих манастира. У манастиру је иконостас у духу романтизма и са дуборезним елементима, који је урадио Никола Марковић 1868. године. Иконостас је због могућих оштећења био премештен у манастир Благовештање где је остао до деведесетих година XX века. Године 1995. је рестауриран и враћен у манастир Свете Тројице. Унутра су и две вредне фреске из 17. века.
Манастирска слава је Силазак Светог Духа на Апостоле (или: духови, тројице,педесетница) празнује се педесети дан по Васкрсу. Света Литургија се служи сваке суботе, недеље и празником са почетком у 8 часова.
Манастир Свете Тројице је донедавно била парохијска црква за оближња села. Парохијска црква за село Дучаловићи (у коме се налази сам манастир) сада је Црква Светог великомученика Прокопија у Тијању.

## Архитектура
Црква манастира је једнобродна грађевина са куполом изнад средишњег дела. Карактеришу је развијени олтарски простор на источној страни и припрата на западној. По дужини има три травеја. Изнад средњег се налази купола, а источни травеј је олтарски простор са апсидом у средишту. Пречник апсиде је једнак пречнику куполе. Апсида је изнутра полукружна, а споља петострана. На бочним странама, испод куполе, налазе се певнице правоугаоног облика.
Црква Свете Тројице је зидана од ломљеног кречњачког камена. Припрата је грађена од камена обликованог на другачији начин, што сведочи о томе да је изграђена нешто касније. Декоративни оквири који се могу видети на вратима и прозорима исклесани су од пешчара. Црква није омалтерисана. Испитивања су показала да нагиб, завршни венци, висина цркве и покривач од ћерамиде нису првобитни.
Наос цркве је покривен двоводним кровом. Кров куполе је данас блажег нагиба и дванаестостраног облика као и тамбур.
Оно што карактерише ову цркву јесте кубично постоље у ширини наоса. Зидови кубичног постоља се завршавају венцем који је у нагибу од средине ка угловима.
Прозори су постављени у осовинама певница, на бочним странама припрате и на средини апсиде. Оквири прозора су једнаки и једнако украшени. Аналогија за ову пластику се може наћи у цркви у Ариљу, а понавља се и на прозорима манастира Никоље и Јовање. Тројица поседује два портала која су степенасто усечена у зидну масу, од којих један представља улаз у припрату, а други улаз у наос из припрате. Припрата је посебно издвојена целина која је накнадно дозидана. Правоугаоне је основе, засведена слепом калотом. Бочно се налазе два дубоко прислоњена лука помоћу којих је образована квадратна основа калоте.
Купола је изнутра кружна, а споља дванаестострана, док је поткуполни простор квадратне основе. Доњој конструкцији цркве су додати плитки лукови који су прислоњени уз четири носећа лука.
Источни травеј је дужи од западног и обухвата олтарски простор. Унутар олтарског простора налази се камени банак-синтронон који је карактеристичан и за околне цркве. Изнад синтронона, а испод прозора на апсиди се налази сведена ниша намењена архијереју. Проскомидија и ђаконикон су изграђени као посебне просторије и зидом су одвојене од главног дела олтара, иако припадају олтарском простору. Црква овог манастира је позната и по сјајној акустичности простора.
Под је урађен од камених плоча неједнаких величина. На средини наоса се налази розета- амвонска плоча која поседује рељефни украс распоређен у три концентрична круга. Од каменог намештаја постоје мермерна постоља за свеће чије су три стопе урађене у облику лављих шапа, а некада је постојала и крстионица од камена.
По својој архитектури црква је настала по узору на цркву у Ариљу о чему сведоче наос, распоред простора, односи димензија. Припрата је слична оближњој Придворици.

## Зидно сликарство
За разлику од храма, црква није никада живописана. Када је озидана, осликане су само лунете изнад припрате и наоса, а додатне фреске црква није добила. Након изградње храма најважнији задатак је била изградња иконостаса.
Изнад портала припрате насликана је фреска Свете Тројице. На плавој позадини приказана је композиција Гостољубља Аврамовог. Три анђела седе за елипсоидном трпезом, имају ореоле окер боје. Лица анђела су оштећена, али се може јасно сагледати обрада инкарната. Крупним белим словима исписана је сигнатура. Ова фреска показује сличност са зидним сликарством оближњих манастира Благовештање и Никоље. Сличност је велика у погледу анђела који се налазе у готово идентичним ставовима, начину исписивања натписа- слова и распоред су готово истоветни, итд.
Друга фреска је фреска Богородице са Христом која се налази изнад портала наоса. Фреска је боље очувана од прве, али је и на њој десна Христова рука уништена. Изнад већег и познијег натписа могуће је уочити старију сигнатуру, што говори о томе да је старија фреска пресликана.

## Иконостас
У манастиру Свете Тројице постојао је стари, непозлаћени иконостас све до 1868. године када је нови иконостас урадио Никола Марковић. Овај иконостас је по аналогији најближи иконостасу који је радио за манастир Љубостињу и цркву у Пожаревцу.
Иако је иконостас расклопљен 1966. године, а иконе оштећене временом, сачувани су делови који су омогућили реконструкцију. Иконе су рађене уљаном техником на ланеном платну. Иконостас се данас сврстава у групу вишеспратних олтарских преграда. У првој се налазе царске двери са представом Благовести. Изнад двери, у централном делу се налази Тајна вечера, а са обе стране и иконе Богородице са са Христом, Христа Пантократора. Бочне двери су украшене стојећом фигуром Светог Арханђела Михаила.
У горњем регистру се налазе три композиције: Рођење Христово, Крунисање Богородице и Васкрсење. Највишу зону чини Распеће, а са његове десне и леве стране се налазе медаљони са по три стојеће фигуре пророка Исаије, Мојсија и Јеремије, односно Данила, Језекиља и Илије.
Због великог броја оштећења, манастир је сиромашан предметима од уметничког и културног значаја. Ипак, издваја се велики крст из 1846. године. Изграђен је од комбинације дрвета, сребра, брушеног стакла и корала. Истиче се веома прецизан филигрански рад, а поједини делови крста су и позлаћени. Поред крста, манастир чува и сребрни путир из XIX века.

## Галерија
- Улаз
- Манастир Свете Тројице
- Порта
- Звоник
- Део иконостаса и унутрашњост куполе цркве
- Врата олтара
- Иконостас
- Улаз у цркву